# 진광로
진광로(jingwang-ro)는 충청북도 진천군 진천읍 성석사거리에서 경기도 안성시 죽산면 두계교를 잇는 22.5km의 도로이다.

## 주요 경유지
충청북도
- 진천군 (진천읍 - 이월면 - 광혜원면)

경기도
- 안성시 (죽산면)

## 노선
| 이름           | 접속 노선                       | 소재지 | 소재지   | 비고                                        |
| -------------- | ------------------------------- | ------ | -------- | ------------------------------------------- |
| 성석사거리     | 국도 제21호선 (삼사로) 중앙동로 | 진천군 | 진천읍   |                                             |
| 사곡 교차로    | 국도 제17호선 (생거진천로)      | 진천군 | 이월면   |                                             |
| 중산삼거리     | 중미로                          | 진천군 | 이월면   |                                             |
| 노원교         |                                 | 진천군 | 이월면   |                                             |
| 송림삼거리     | 지방도 제587호선 (진안로)       | 진천군 | 이월면   | 지방도 제587호선 지방도 제302호선 중복 구간 |
| 송림교         |                                 | 진천군 | 이월면   | 지방도 제587호선 지방도 제302호선 중복 구간 |
| 대막삼거리     | 지방도 제587호선 (이덕로)       | 진천군 | 이월면   | 지방도 제587호선 지방도 제302호선 중복 구간 |
| 뱀고개         |                                 | 진천군 | 이월면   |                                             |
| 죽현교         |                                 | 진천군 | 광혜원면 |                                             |
| 회죽교         |                                 | 진천군 | 광혜원면 |                                             |
| 소물 교차로    | 국도 제17호선 (생거진천로)      | 진천군 | 광혜원면 |                                             |
| 산업단지사거리 | 장기길                          | 진천군 | 광혜원면 |                                             |
| 월성교         |                                 | 진천군 | 광혜원면 |                                             |
| 만승교사거리   | 대금로                          | 진천군 | 광혜원면 |                                             |
| 상리사거리     | 바들말3길                       | 진천군 | 광혜원면 |                                             |
| 두계교         |                                 | 안성시 | 죽산면   |                                             |
| 걸미로와 직결  |                                 |        |          |                                             |